# Flying Colors
Flying Colors är en amerikansk supergrupp bestående av Mike Portnoy, Dave LaRue, Casey McPherson, Neal Morse och Steve Morse.

## Medlemmar
- Steve Morse – sologitarr, kompgitarr
- Casey McPherson – sång, klaviatur, kompgitarr
- Neal Morse – klaviatur, sång
- Dave LaRue – basgitarr
- Mike Portnoy – trummor, slagverk, sång

## Diskografi
Studioalbum
- Flying Colors (2012)
- Second Nature (2014)
- Third Degree (2019)

Livealbum
- Live in Europe (2013)
- Second Flight: Live at the Z7 (2015)